# Мингелла, Энтони
Э́нтони Минге́лла (англ. Anthony Minghella; 6 января 1954 — 18 марта 2008) — британский кинорежиссёр, сценарист и драматург. Обладатель премии «Оскар» за лучшую режиссуру («Английский пациент», 1996).

## Биография
Мингелла родился 6 января 1954 года на острове Уайт в Англии в семье с итальянскими корнями. В 1980-х работал на телевидении редактором детского сериала Grange Hill на BBC, затем писал сценарии эпизодов для сериала «Сказочник» и популярного детективного телефильма «Инспектор Морс».
Мингелла был женат на хореографе Каролин Чоа, уроженке Гонконга. Его брат Доминик Мингелла тоже сценарист. Сын Макс Мингелла стал актёром.
В 1984 году Ассоциация театральных критиков Лондона назвала Мингеллу самым многообещающим драматургом года.
18 марта 2008 года Энтони Мингелла скончался в госпитале Черинг-Кросс в Лондоне из-за осложнений после операции по удалению раковой опухоли горла. Одной из последних работ стало участие в создании фильма «Нью-Йорк, я люблю тебя», который позже был посвящён остальными авторами его памяти.

## Фильмография
| Год  | Название на русском       | Название на языке оригинала |
| ---- | ------------------------- | --------------------------- |
| 1991 | Искренне, безумно, сильно | Truly Madly Deeply          |
| 1993 | Мистер Чудо               | Mr. Wonderful               |
| 1996 | Английский пациент        | The English Patient         |
| 1999 | Талантливый мистер Рипли  | The Talented Mr. Ripley     |
| 2000 | Игра                      | Play                        |
| 2003 | Холодная гора             | Cold Mountain               |
| 2006 | Вторжение                 | Breaking and Entering       |

## Награды и номинации
| Премия                              | Год  | Фильм                       | Категория                                 | Результат |
| ----------------------------------- | ---- | --------------------------- | ----------------------------------------- | --------- |
| «Оскар»                             | 1997 | «Английский пациент»        | Лучший режиссёр                           | Победа    |
| «Оскар»                             | 1997 | «Английский пациент»        | Лучший адаптированный сценарий            | Номинация |
| «Оскар»                             | 2000 | «Талантливый мистер Рипли»  | Лучший адаптированный сценарий            | Номинация |
| «Оскар»                             | 2009 | «Чтец»                      | Лучший фильм (посмертно)                  | Номинация |
| «Золотой глобус»                    | 1997 | «Английский пациент»        | Лучший режиссёр                           | Номинация |
| «Золотой глобус»                    | 1997 | «Английский пациент»        | Лучший сценарий                           | Номинация |
| «Золотой глобус»                    | 2000 | «Талантливый мистер Рипли»  | Лучший режиссёр                           | Номинация |
| «Золотой глобус»                    | 2004 | «Холодная гора»             | Лучший режиссёр                           | Номинация |
| «Золотой глобус»                    | 2004 | «Холодная гора»             | Лучший сценарий                           | Номинация |
| BAFTA                               | 1992 | «Искренне, безумно, сильно» | Лучший оригинальный сценарий              | Победа    |
| BAFTA                               | 1997 | «Английский пациент»        | Лучший фильм                              | Победа    |
| BAFTA                               | 1997 | «Английский пациент»        | Лучший режиссёр                           | Номинация |
| BAFTA                               | 1997 | «Английский пациент»        | Лучший адаптированный сценарий            | Победа    |
| BAFTA                               | 2000 | «Талантливый мистер Рипли»  | Лучший режиссёр                           | Номинация |
| BAFTA                               | 2000 | «Талантливый мистер Рипли»  | Лучший адаптированный сценарий            | Номинация |
| BAFTA                               | 2004 | «Холодная гора»             | Лучший британский фильм                   | Номинация |
| BAFTA                               | 2004 | «Холодная гора»             | Лучший режиссёр                           | Номинация |
| BAFTA                               | 2004 | «Холодная гора»             | Лучший адаптированный сценарий            | Номинация |
| BAFTA                               | 2009 | «Чтец»                      | Лучший фильм (посмертно)                  | Номинация |
| BAFTA                               | 2009 | «Люблю тебя сильнее»        | Лучший короткометражный фильм (посмертно) | Номинация |
| «Выбор критиков»                    | 1997 | «Английский пациент»        | Лучший режиссёр                           | Победа    |
| «Выбор критиков»                    | 1997 | «Английский пациент»        | Лучший сценарий                           | Победа    |
| «Спутник»                           | 1997 | «Английский пациент»        | Лучший режиссёр                           | Номинация |
| «Спутник»                           | 1997 | «Английский пациент»        | Лучший адаптированный сценарий            | Победа    |
| «Спутник»                           | 2000 | «Талантливый мистер Рипли»  | Лучший режиссёр                           | Номинация |
| «Спутник»                           | 2000 | «Талантливый мистер Рипли»  | Лучший адаптированный сценарий            | Номинация |
| «Спутник»                           | 2004 | «Холодная гора»             | Лучший адаптированный сценарий            | Номинация |
| Национальный совет кинокритиков США | 1999 | «Талантливый мистер Рипли»  | Лучший режиссёр                           | Победа    |
| Национальный совет кинокритиков США | 2003 | «Холодная гора»             | Лучший адаптированный сценарий            | Победа    |
| Берлинский кинофестиваль            | 1997 | «Английский пациент»        | Золотой медведь                           | Номинация |
| Берлинский кинофестиваль            | 2000 | «Талантливый мистер Рипли»  | Золотой медведь                           | Номинация |
| Премия Гильдии режиссёров США       | 1997 | «Английский пациент»        | Лучший режиссёр                           | Победа    |
| Премия Гильдии сценаристов США      | 1997 | «Английский пациент»        | Лучший адаптированный сценарий            | Номинация |
| Премия Гильдии сценаристов США      | 2000 | «Талантливый мистер Рипли»  | Лучший адаптированный сценарий            | Номинация |
| Премия Гильдии сценаристов США      | 2004 | «Холодная гора»             | Лучший адаптированный сценарий            | Номинация |